# Markku Koski
Markku Koski (* 15. Oktober 1981 in Sievi) ist ein finnischer Snowboarder.
Bei den Olympischen Winterspielen 2006 gewann er in der Halfpipe die Bronzemedaille, nachdem er 2002 in Salt Lake City noch den achten Platz belegt hatte. 2009 wurde er Weltmeister im Big Air.